# Шёнманн, Вильгельм
Вильгельм Шёнманн (нем. Wilhelm Schönmann; 7 апреля 1889, Бургдорф — 15 мая 1970, Гамбург) — немецкий шахматист.
В составе сборной Германии участник 2-й Олимпиады (1928) в Гааге и 2-й неофициальной Олимпиады (1926) в Будапеште.

## Спортивные результаты
| Год  | Город    | Турнир                                                         | + | − | = | Результат | Место |
| ---- | -------- | -------------------------------------------------------------- | - | - | - | --------- | ----- |
| 1914 | Мангейм  | 19-й конгресс Германского шахматного союза, главный турнир «А» |   |   |   | 3 из      |       |
| 1926 | Будапешт | 2-я неофициальная Олимпиада                                    | 0 | 2 | 1 | ½ из 3    |       |
| 1928 | Гаага    | 2-я Олимпиада                                                  | 5 | 7 | 3 | 6½ из 15  |       |

## Избранные этюды
|   | a | b | c | d | e | f | g | h |   |
| - | --- | --- | --- | --- | --- | --- | --- | --- | - |
| 8 | f7 белая пешка · h6 белый слон · e5 чёрная пешка · c4 белый король · a2 чёрная пешка · e1 чёрный король | f7 белая пешка · h6 белый слон · e5 чёрная пешка · c4 белый король · a2 чёрная пешка · e1 чёрный король | f7 белая пешка · h6 белый слон · e5 чёрная пешка · c4 белый король · a2 чёрная пешка · e1 чёрный король | f7 белая пешка · h6 белый слон · e5 чёрная пешка · c4 белый король · a2 чёрная пешка · e1 чёрный король | f7 белая пешка · h6 белый слон · e5 чёрная пешка · c4 белый король · a2 чёрная пешка · e1 чёрный король | f7 белая пешка · h6 белый слон · e5 чёрная пешка · c4 белый король · a2 чёрная пешка · e1 чёрный король | f7 белая пешка · h6 белый слон · e5 чёрная пешка · c4 белый король · a2 чёрная пешка · e1 чёрный король | f7 белая пешка · h6 белый слон · e5 чёрная пешка · c4 белый король · a2 чёрная пешка · e1 чёрный король | 8 |
| 7 | f7 белая пешка · h6 белый слон · e5 чёрная пешка · c4 белый король · a2 чёрная пешка · e1 чёрный король | f7 белая пешка · h6 белый слон · e5 чёрная пешка · c4 белый король · a2 чёрная пешка · e1 чёрный король | f7 белая пешка · h6 белый слон · e5 чёрная пешка · c4 белый король · a2 чёрная пешка · e1 чёрный король | f7 белая пешка · h6 белый слон · e5 чёрная пешка · c4 белый король · a2 чёрная пешка · e1 чёрный король | f7 белая пешка · h6 белый слон · e5 чёрная пешка · c4 белый король · a2 чёрная пешка · e1 чёрный король | f7 белая пешка · h6 белый слон · e5 чёрная пешка · c4 белый король · a2 чёрная пешка · e1 чёрный король | f7 белая пешка · h6 белый слон · e5 чёрная пешка · c4 белый король · a2 чёрная пешка · e1 чёрный король | f7 белая пешка · h6 белый слон · e5 чёрная пешка · c4 белый король · a2 чёрная пешка · e1 чёрный король | 7 |
| 6 | f7 белая пешка · h6 белый слон · e5 чёрная пешка · c4 белый король · a2 чёрная пешка · e1 чёрный король | f7 белая пешка · h6 белый слон · e5 чёрная пешка · c4 белый король · a2 чёрная пешка · e1 чёрный король | f7 белая пешка · h6 белый слон · e5 чёрная пешка · c4 белый король · a2 чёрная пешка · e1 чёрный король | f7 белая пешка · h6 белый слон · e5 чёрная пешка · c4 белый король · a2 чёрная пешка · e1 чёрный король | f7 белая пешка · h6 белый слон · e5 чёрная пешка · c4 белый король · a2 чёрная пешка · e1 чёрный король | f7 белая пешка · h6 белый слон · e5 чёрная пешка · c4 белый король · a2 чёрная пешка · e1 чёрный король | f7 белая пешка · h6 белый слон · e5 чёрная пешка · c4 белый король · a2 чёрная пешка · e1 чёрный король | f7 белая пешка · h6 белый слон · e5 чёрная пешка · c4 белый король · a2 чёрная пешка · e1 чёрный король | 6 |
| 5 | f7 белая пешка · h6 белый слон · e5 чёрная пешка · c4 белый король · a2 чёрная пешка · e1 чёрный король | f7 белая пешка · h6 белый слон · e5 чёрная пешка · c4 белый король · a2 чёрная пешка · e1 чёрный король | f7 белая пешка · h6 белый слон · e5 чёрная пешка · c4 белый король · a2 чёрная пешка · e1 чёрный король | f7 белая пешка · h6 белый слон · e5 чёрная пешка · c4 белый король · a2 чёрная пешка · e1 чёрный король | f7 белая пешка · h6 белый слон · e5 чёрная пешка · c4 белый король · a2 чёрная пешка · e1 чёрный король | f7 белая пешка · h6 белый слон · e5 чёрная пешка · c4 белый король · a2 чёрная пешка · e1 чёрный король | f7 белая пешка · h6 белый слон · e5 чёрная пешка · c4 белый король · a2 чёрная пешка · e1 чёрный король | f7 белая пешка · h6 белый слон · e5 чёрная пешка · c4 белый король · a2 чёрная пешка · e1 чёрный король | 5 |
| 4 | f7 белая пешка · h6 белый слон · e5 чёрная пешка · c4 белый король · a2 чёрная пешка · e1 чёрный король | f7 белая пешка · h6 белый слон · e5 чёрная пешка · c4 белый король · a2 чёрная пешка · e1 чёрный король | f7 белая пешка · h6 белый слон · e5 чёрная пешка · c4 белый король · a2 чёрная пешка · e1 чёрный король | f7 белая пешка · h6 белый слон · e5 чёрная пешка · c4 белый король · a2 чёрная пешка · e1 чёрный король | f7 белая пешка · h6 белый слон · e5 чёрная пешка · c4 белый король · a2 чёрная пешка · e1 чёрный король | f7 белая пешка · h6 белый слон · e5 чёрная пешка · c4 белый король · a2 чёрная пешка · e1 чёрный король | f7 белая пешка · h6 белый слон · e5 чёрная пешка · c4 белый король · a2 чёрная пешка · e1 чёрный король | f7 белая пешка · h6 белый слон · e5 чёрная пешка · c4 белый король · a2 чёрная пешка · e1 чёрный король | 4 |
| 3 | f7 белая пешка · h6 белый слон · e5 чёрная пешка · c4 белый король · a2 чёрная пешка · e1 чёрный король | f7 белая пешка · h6 белый слон · e5 чёрная пешка · c4 белый король · a2 чёрная пешка · e1 чёрный король | f7 белая пешка · h6 белый слон · e5 чёрная пешка · c4 белый король · a2 чёрная пешка · e1 чёрный король | f7 белая пешка · h6 белый слон · e5 чёрная пешка · c4 белый король · a2 чёрная пешка · e1 чёрный король | f7 белая пешка · h6 белый слон · e5 чёрная пешка · c4 белый король · a2 чёрная пешка · e1 чёрный король | f7 белая пешка · h6 белый слон · e5 чёрная пешка · c4 белый король · a2 чёрная пешка · e1 чёрный король | f7 белая пешка · h6 белый слон · e5 чёрная пешка · c4 белый король · a2 чёрная пешка · e1 чёрный король | f7 белая пешка · h6 белый слон · e5 чёрная пешка · c4 белый король · a2 чёрная пешка · e1 чёрный король | 3 |
| 2 | f7 белая пешка · h6 белый слон · e5 чёрная пешка · c4 белый король · a2 чёрная пешка · e1 чёрный король | f7 белая пешка · h6 белый слон · e5 чёрная пешка · c4 белый король · a2 чёрная пешка · e1 чёрный король | f7 белая пешка · h6 белый слон · e5 чёрная пешка · c4 белый король · a2 чёрная пешка · e1 чёрный король | f7 белая пешка · h6 белый слон · e5 чёрная пешка · c4 белый король · a2 чёрная пешка · e1 чёрный король | f7 белая пешка · h6 белый слон · e5 чёрная пешка · c4 белый король · a2 чёрная пешка · e1 чёрный король | f7 белая пешка · h6 белый слон · e5 чёрная пешка · c4 белый король · a2 чёрная пешка · e1 чёрный король | f7 белая пешка · h6 белый слон · e5 чёрная пешка · c4 белый король · a2 чёрная пешка · e1 чёрный король | f7 белая пешка · h6 белый слон · e5 чёрная пешка · c4 белый король · a2 чёрная пешка · e1 чёрный король | 2 |
| 1 | f7 белая пешка · h6 белый слон · e5 чёрная пешка · c4 белый король · a2 чёрная пешка · e1 чёрный король | f7 белая пешка · h6 белый слон · e5 чёрная пешка · c4 белый король · a2 чёрная пешка · e1 чёрный король | f7 белая пешка · h6 белый слон · e5 чёрная пешка · c4 белый король · a2 чёрная пешка · e1 чёрный король | f7 белая пешка · h6 белый слон · e5 чёрная пешка · c4 белый король · a2 чёрная пешка · e1 чёрный король | f7 белая пешка · h6 белый слон · e5 чёрная пешка · c4 белый король · a2 чёрная пешка · e1 чёрный король | f7 белая пешка · h6 белый слон · e5 чёрная пешка · c4 белый король · a2 чёрная пешка · e1 чёрный король | f7 белая пешка · h6 белый слон · e5 чёрная пешка · c4 белый король · a2 чёрная пешка · e1 чёрный король | f7 белая пешка · h6 белый слон · e5 чёрная пешка · c4 белый король · a2 чёрная пешка · e1 чёрный король | 1 |
|   | a | b | c | d | e | f | g | h |   |

Решение:
1.Сd2+! Крd2

2.f8Ф a1Ф

3.Фf2+ Крc1

4.Фe1+ Крb2

5.Фd2+ Крb1

6.Крb3 #